# Action League Now!!
Action League Now!! (conocido en Hispanoamérica como La Liga de La Acción) es un spin-off de la serie animada KaBlam!, ambos de la cadena estadounidense Nickelodeon. La serie sigue las aventuras de un grupo de superhéroes (haciendo parodia a La Liga de la Justicia), compuesto por varias figuras de acción, juguetes y muñecas. El show fue creado por Will McRobb, Robert Mittenthal y Albie Hecht.
La mayoría de los episodios tuvieron lugar en la casa de un residente sin ser visto. La mayoría de los personajes fueron expresados por las personalidades de la estación de radio WDVE en Pittsburgh. La serie contó con solo 11 episodios. Se ha transmitido en el canal Nicktoons Network en Estados Unidos, los fines de semana en la madrugada.